# Mariä Himmelfahrt (Jenkofen)

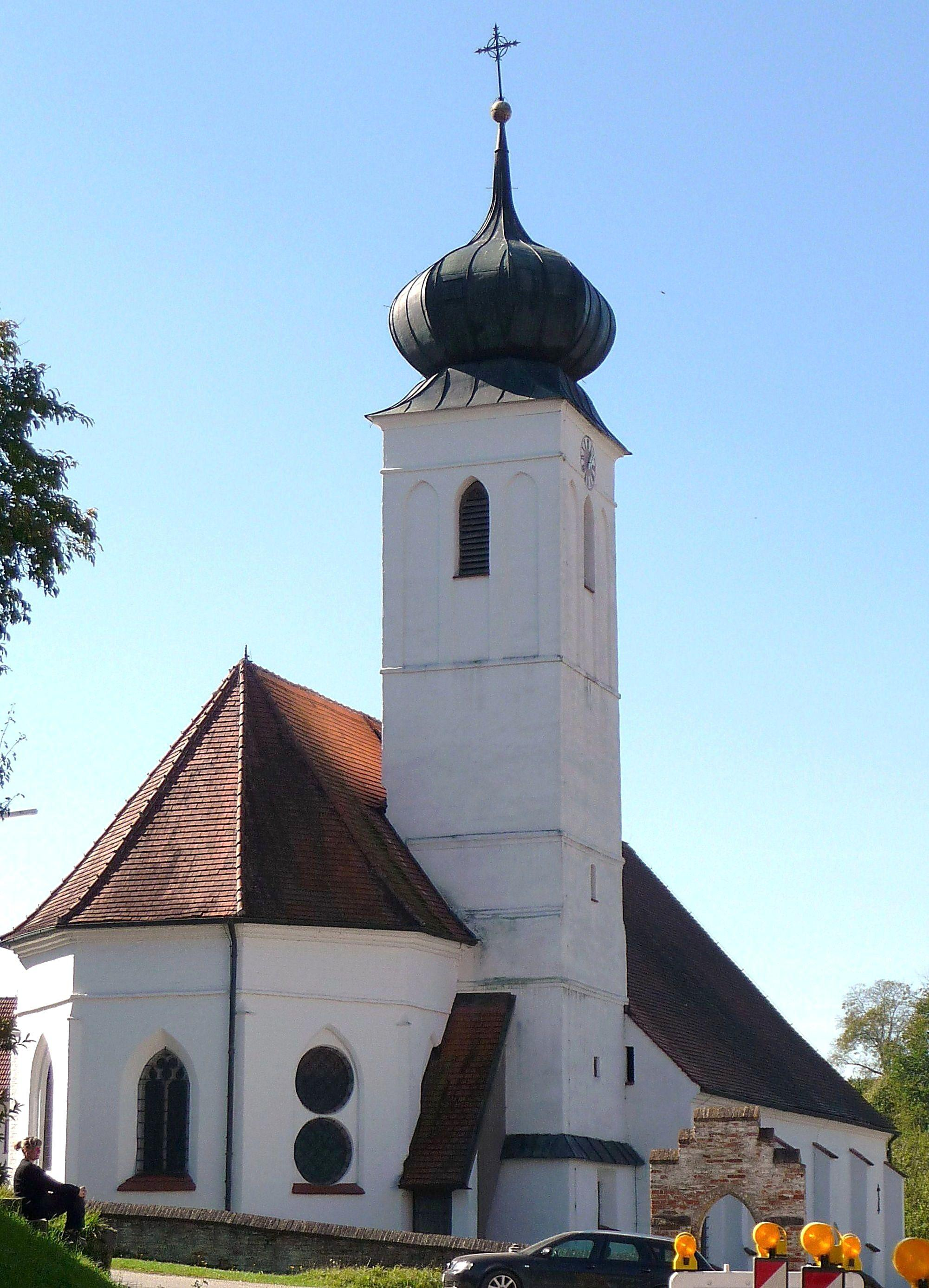
Außenansicht der Kirche Mariä Himmelfahrt in Jenkofen mit den Rundfenstern am Chorschluss mit den spätgotischen Glasgemälden.

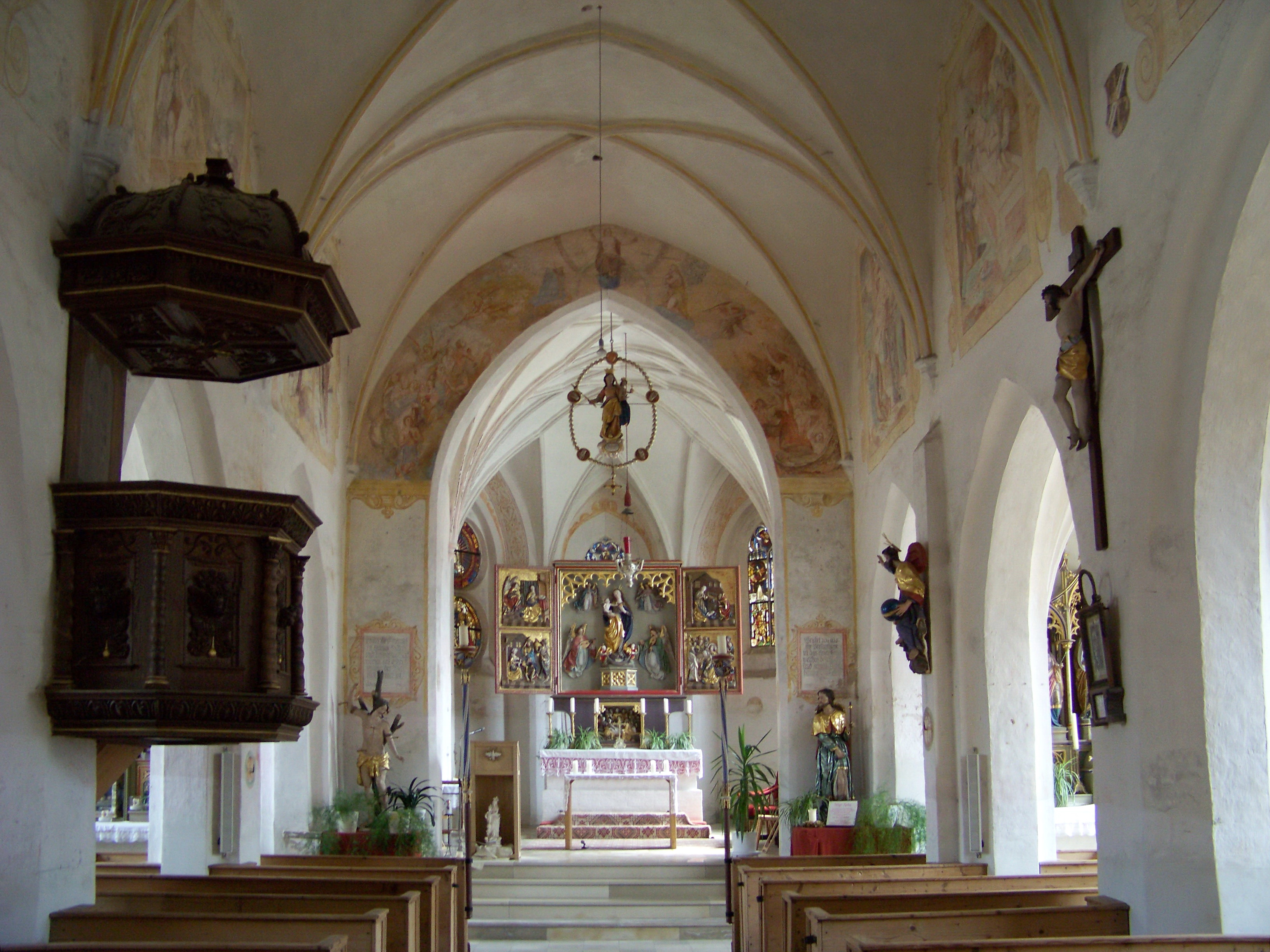
Innenansicht

Die römisch-katholische Filialkirche Mariä Himmelfahrt in Jenkofen, einem Ortsteil der Gemeinde Adlkofen im niederbayerischen Landkreis Landshut, ist eine spätgotische Pseudobasilika. Die Filialkirche der Pfarrei St. Johann Baptist in Hohenegglkofen ist besonders für die Glasgemälde an den Chorfenstern bekannt, die heute zu den wertvollsten gotischen Kunstwerken Bayerns zählen.

## Geschichte
Die Wittelsbacher verfügten bereits im 14. Jahrhundert über Besitz in Jenkofen. Nach dem Aussterben der ortsansässigen Adelsfamilie Harskircher im Jahr 1416 fiel deren Vermögen ebenfalls den Wittelsbacher−Herzögen zu. 1422 stiftete Herzog Heinrich der Reiche von Bayern-Landshut ein Benefizium zu Ehren der Himmelfahrt Mariens in Jenkofen. Sieben Jahre später kam eine weitere Stiftung Heinrichs des Reichen zu Ehren des heiligen Nikolaus hinzu. Bald nach 1422 dürfte die dreischiffige Kirche entstanden sein, die wie der ganze Ort unter den Schutz des Herzogs gestellt wurde. Die Höfe in Jenkofen und Umgebung stellte Heinrich der Reiche für den Unterhalt des Benefiziaten und der Kirche zur Verfügung. Dieser erste Bauabschnitt umfasste wohl die drei westlichen Joche des Langhauses. Diese weisen (bis auf die später veränderte Wölbung des Südschiffs) eine einheitliche Konstruktion auf und heben sich in Details deutlich vom übrigen Bau ab. Im Übrigen blieb wohl der Vorgängerbau vorübergehend bestehen.
Im Jahr 1447 stiftete Heinrich der Reiche die beiden bekannten Rundfenster hinter dem Hochaltar, deren Glasgemälde heute als Kunstwerk von europäischem Rang gelten. Im Jahr 1449 stifte er außerdem ein weiteres Benefizium zu Ehren der Heiligen Drei Könige. Etwa zu dieser Zeit wurden die beiden östlichen Langhausjoche und der Chor erbaut. Auch anhand der Stilmerkmale lässt sich auf eine Erbauung um die Mitte des 15. Jahrhunderts schließen.
Baureparaturen wurden unter anderem 1630 von dem Landshuter Hofmaurermeister Ferdinand Pader, 1680 durch den Geisenhausener Maurermeister Stephan Walthör, 1690 durch den Maurermeister Georg Stainaicher, und 1795 durch den Landshuter Stadtmaurermeister Thadeus Leitner vorgenommen. Letzterer baute außerdem 1791 ein neues Mesnerhaus in Jenkofen.

## Architektur
Die Kirche ist eine spätgotische dreischiffige Pseudobasilika, wird aber auch manchmal als Staffelhalle bezeichnet – so auch in der offiziellen Beschreibung des Bayerischen Landesamtes für Denkmalpflege. Für die Einordnung als Staffelhalle spricht das alle drei Schiffe übergreifende Dach. Da das Mittelschiff um ein Geschoss höher ist als die Seitenschiffe, ist die Einordnung als Pseudobasilika treffender. Der so entstehende Obergaden besitzt aufgrund des Daches keine Fenster, sondern wird von großflächigen Wandfresken eingenommen.

### Außenbau
Das Langhaus besitzt drei Schiffe, wobei die Seitenschiffe um etwa ein Drittel schmäler als das Mittelschiff sind. Alle drei Schiffe sind unter einem gemeinsamen Satteldach vereinigt. Das Langhaus umfasst fünf Joche, wobei das vierte Joch von Osten im Norden und im Süden je ein Eingangsportal enthält. Die beiden östlichen Joche sind kürzer als die älteren Westjoche und aufgrund der dickeren Außenwände gegenüber diesen leicht eingezogen. Auch auf der Westseite des Mittelschiffs ist ein Portal zu finden. Alle drei Portale sind spitzbogig ausgeführt und besitzen Gewände mit Rundstäben (am West- und Südportal je zwei, am Nordportal einer) und Kehlen.
Der zweijochige, in drei Achteckseiten geschlossene Chor ist nach Osten ausgerichtet. Er ist nur wenig breiter als das Mittelschiff. Nördlich am Chor ist, leicht in dessen Baukörper einspringend, der gedrungen wirkende Turm (ein sogenannter Chorflankenturm) über längsrechteckigem Grundriss angebaut. Dieser umfasst fünf ungleich hohe Geschosse. Während die unteren Geschosse nahezu ungegliedert sind, besitzt das oberste Geschoss (das den Glockenstuhl enthält) zu jeder Seite hin eine spitzbogige Schallöffnung, flankiert von zwei gleich großen Spitzbogenblenden. Den oberen Abschluss bildet eine eingeschnürte Zwiebelkuppel. Das Erdgeschoss des Turmes enthält die Sakristei. Im Winkel zwischen Chor und Turm ist ein steiler, holzverschalter Treppenaufgang angeordnet.
Am Chorschluss befinden sich drei spitzbogige Fenster mit spätgotischem zweibahnigem Maßwerk. Die Leibung ist teilweise schräg, teilweise gestuft und gefast ausgeführt. An der nördlichen Schrägseite des Chorschlusses befindet sich anstelle des Fensters eine Spitzbogenblende, in die übereinander die beiden wertvollen Rundfenster eingelassen sind. Im südlichen Seitenschiff befinden sich zwei breite, vierteilige Spitzbogenfenster mit Nasen. Die übrigen Fenster sind ebenso breit, aber rundbogig. Die kleinen Spitzbogenfenster auf der Westseite des Langhauses sind nicht original; sie wurden im 19. Jahrhundert im neugotischen Stil geschaffen. Außen am Chor befinden sich schwache Dreieckstreben und ein Dachfries. Das Langhaus besitzt rechteckige, einmal abgesetzte Strebepfeiler. Bis auf die beiden östlichen Joche des Nordschiffs ist es ohne Sockel ausgeführt.

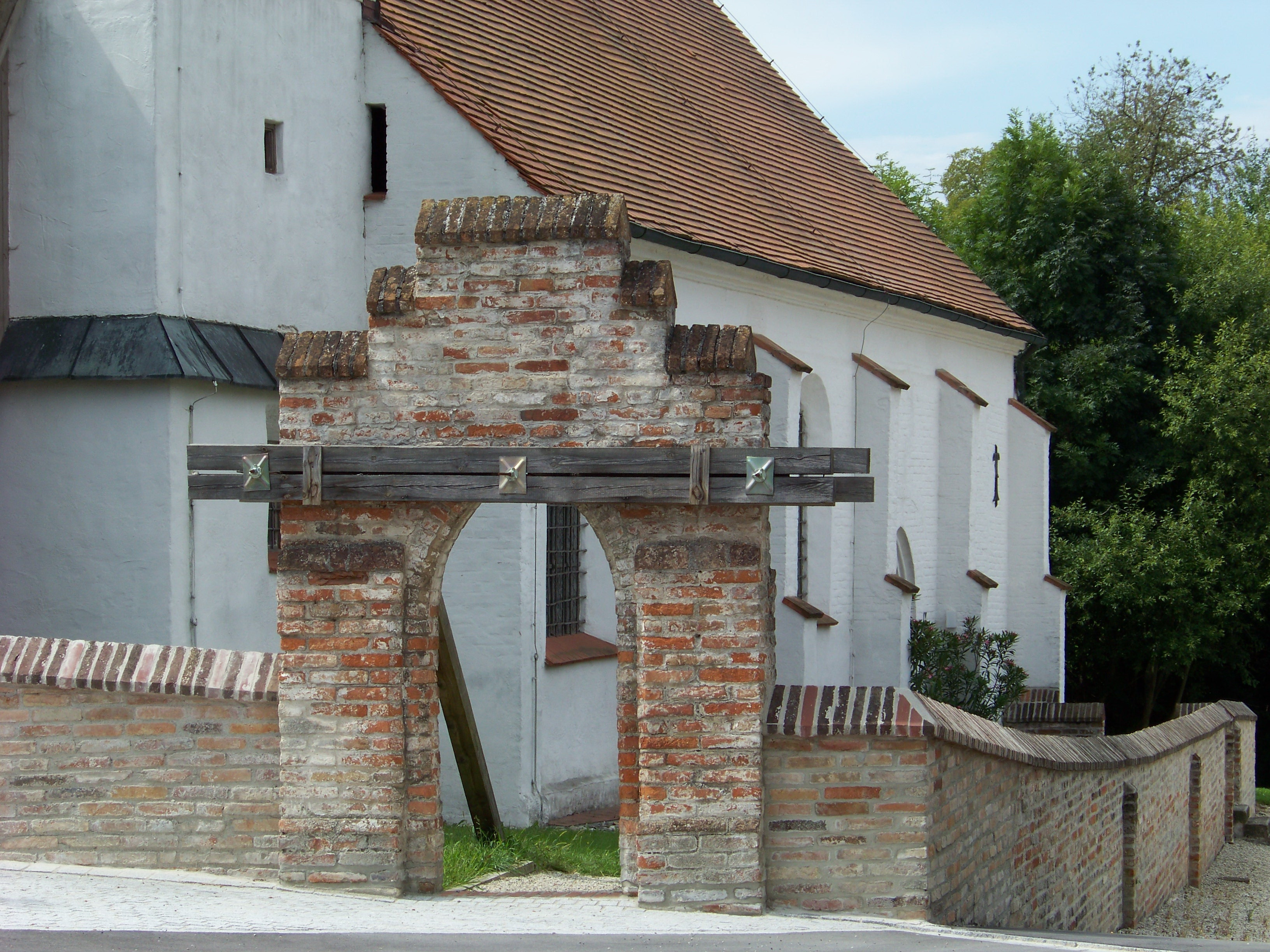
Östliches Friedhofstor

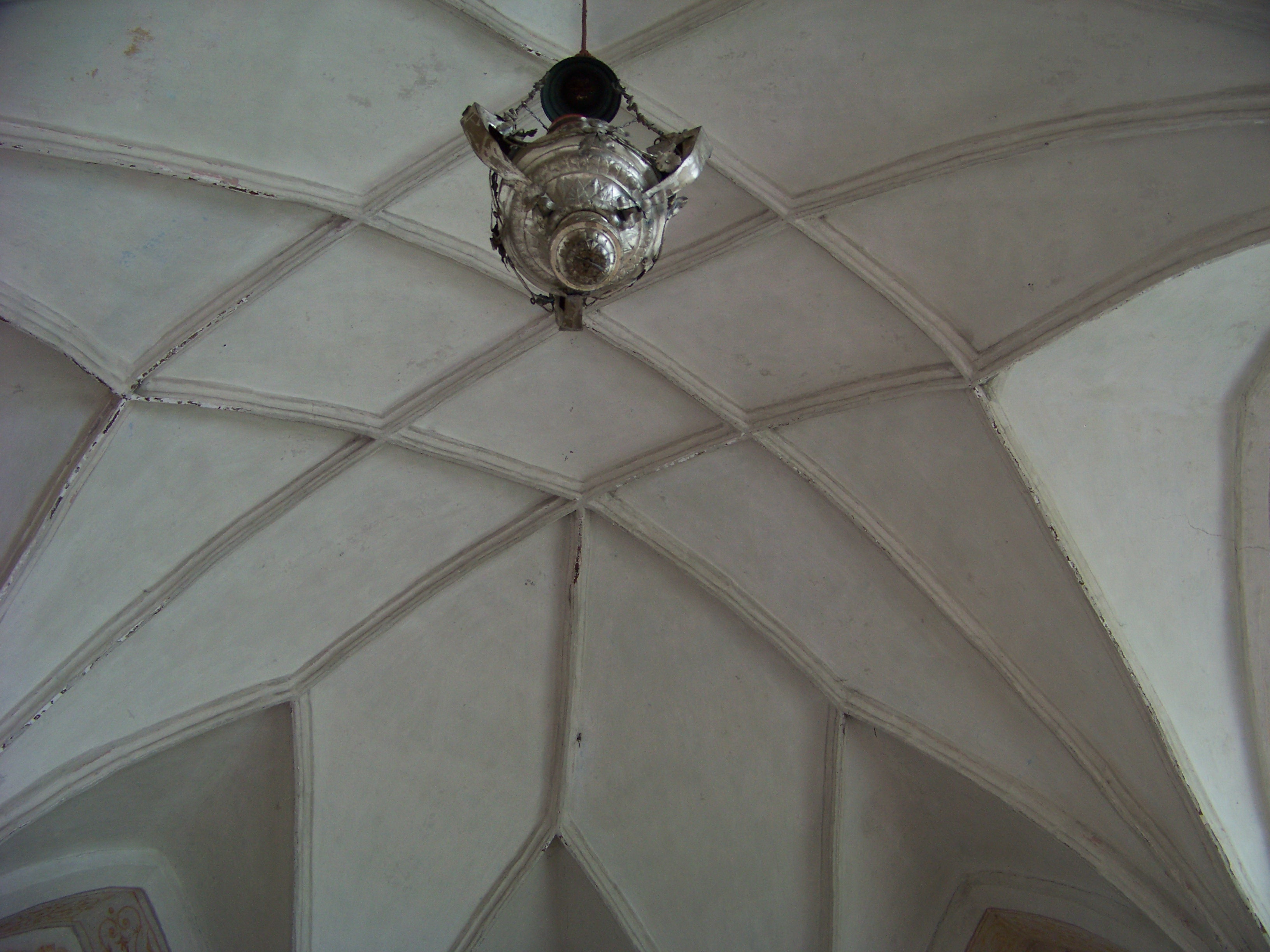
Chorgewölbe

Die Kirche ist von einem inzwischen aufgelassenen Friedhof umgeben. In der Friedhofsmauer, die wie das Gotteshaus im 18. Jahrhundert entstanden sein dürfte, befinden sich zwei Tore, südlich und nordöstlich des Kirchenbaus, jeweils mit spitzem Torbogen und steilem Treppengiebel. Mauer und Tore besitzen Sichtziegelmauerwerk.

### Innenraum
Die drei Schiffe des Langhauses sind durch zweimal vier ungleich breite Pfeiler, welche die spitzen Scheidbögen tragen, getrennt. Die beiden östlichen Arkaden besitzen jeweils durchgehend gekehltes Gewände, während bei drei westlichen Scheidbögen lediglich der Bogen gekehlt, die Pfeiler aber gefast sind. Der südöstliche Pfeiler ist zum Mittelschiff hin mit einer wandpfeilerartigen Verstärkung versehen, die fast bis zum Fußpunkt des Gewölbes aufragt. Die drei Schiffe werden durch Rippengewölbe in verschiedenen Figurationen überspannt. Die jeweils ein Joch umfassenden Felder sind stets durch Gurtrippen getrennt, die an spitze Gurtbögen erinnern. Alle fünf Joche des Mittelschiffs und die drei westlichen Joche des Nordschiffs sind mit einem Kreuzrippengewölbe ausgestattet, die beiden letztgenannten mit runden Schlusssteinen. In beiden östlichen Jochen des Nordschiffs befindet sich ein Sterngewölbe mit tellerförmigen Schlusssteinen und aufgelegten Wappenschilden. Im südlichen Seitenschiff herrschen einfache Netzfigurationen ohne Schlusssteine vor. In den drei westlichen Jochen der Seitenschiffe entspringen die Gewölbe an den Umfassungsmauern aus schwachen, gefasten Wandpfeilern und spitzen Schildbögen. Im Mittelschiff und in den drei westlichen Jochen der Seitenschiffe besitzen die Rippen Birnstabform und ruhen auf profilierten, halben Achteckkonsolen. In den beiden östlichen Jochen der Seitenschiffe sind die Rippen doppelt gekehlt ausgeführt und ruhen auf einfachen Spitzkonsolen, welche teilweise profiliert und mit spitzen Wappenschilden verziert sind. Im rückwärtigen Joch des Mittelschiffs ist eine hölzerne Empore eingezogen. Die Brüstung ist mit Vierpassornamenten verziert.
Der Chorbogen ist spitz und beidseits gefast. Auf der Ostseite (zum Chorraum) besitzt er eine gefaste Pfeilerverstärkung. Das Rippengewölbe im Chor weist Netzfiguration auf und kommt ohne Schlusssteine aus. Es entspringt aus rechteckigen, gefasten Wandpfeilern und ebensolchen spitzen Schildbögen. Die birnstabförmigen Rippen ruhen auf halbrunden Profilkonsolen. Aufgrund des einspringenden Chorflankenturmes ist der Gewölbescheitel leicht aus der Mittelachse verschoben, sodass sich eine gewisse Unregelmäßigkeit der Wölbung ergibt. Die Sakristei im Turmerdgeschoss wird von einem Kreuzrippengewölbe mit einem großen, runden Schlussstein überspannt. Die Rippen entspringen unmittelbar aus der Wand und sind teilweise birnstabförmig, teilweise einfach gekehlt.

### Maße
- Gesamtlänge: ca. 31 Meter
  - davon Chor: 9,35 Meter
  - davon Langhaus: 21,40 Meter
- Breite Chor: 6,70 Meter
- Breite Langhaus: 14,50 Meter
  - davon Mittelschiff: 5,40 Meter

## Ausstattung

### Glasgemälde
Die bedeutendsten Ausstattungsstücke dürften die beiden Rundfenster mit spätgotischen Glasgemälden sein, die in der nördlichen Schrägseite des Chorschlusses zu finden sind. Hans Bleibrunner, ehemaliger Bezirksheimatpfleger für Niederbayern, würdigt die Kunstwerke in seiner Kulturgeschichte des bayerischen Unterlandes von 1982 folgendermaßen:

„Die von Herzog Heinrich dem Reichen 1447 gestifteten Rundfenster in der Dorfkirche von Jenkofen zählen zu den Spitzenleistungen der europäischen Glasmalerei.“

Beide Fenster besitzen einen Durchmesser von etwa 1,30 Meter. Besonders das obere beeindruckt durch die gelungene Komposition und die enorme Leuchtkraft der Farben. Der Meister der Glasgemälde ist unbekannt; es darf ein Landshuter Meister angenommen werden. Joachim Sighart vermutet in seiner Geschichte der Bildenden Künste, dass sie von Hanns Siber stammen, der etwa zur gleichen Zeit vierzehn Glasfenster für die Frauenkirche in Straubing (1442) und weitere Fenster für die Kirche der Kartause Prüll schuf.
Das obere Rundfenster zeigt die sitzende, bekrönte Jungfrau Maria mit dem Jesuskind. Maria ist mit einem weißen Mantel und einem purpurroten Untergewand bekleidet. Ihre Füße stehen auf einer umgekehrten Mondsichel. Das Kind ist nackt. Von der Gruppe gehen goldgelbe Strahlen aus, die sich kontrastreich von dem weiß-blauen Damasthintergrund abheben. Ein fünffacher Ring stilisierter Wolken umrahmt die Darstellung. Die vier inneren Wolkenringe sind (von innen nach außen) in den Farben grün, rot, gelb und rot gehalten. Der äußere Ring enthält, verteilt zwischen blauen, roten und violetten Wolken, die in Goldgelb gehaltene Umschrift in gotischen Minuskeln: o Maria hilf uns sunderen und sunderinn.
Im unteren Rundfenster ist der Stifter Herzog Heinrich der Reiche zu sehen, der in voller Ritterrüstung mit weiß-blauem Rautenmantel und dem herzoglichen Panier im linken Arm vor den Schutzheiligen Barbara, Elisabeth, Margareta und Katharina kniet. Die bekrönten Heiligen sind teilweise mit ihren Attributen dargestellt, zum Beispiel St. Barbara mit dem Turm und St. Katharina mit dem Rad. Sie stehen auf stilisierten blauen Wolken und sind mit weißen Mänteln bekleidet. Während bei Barbara der Mantel geschlossen ist, ist bei St. Elisabeth ein purpurrotes, bei St. Margareta ein gelbes und bei St. Katharina ein hochrotes Untergewand zu erkennen. Unterhalb der Gruppe ist auf einem Spruchband der Wahlspruch des Herzogs Heinrich des Reichen zu lesen: wolt h got. Über den Heiligen schwebt das von Engeln getragene Schweißtuch Christi. Die Wolkenringe sind wie bei dem oberen Rundfenster angeordnet, werden aber teilweise von der figürlichen Darstellung verdeckt. Auf dem gelben Wolkenring ist unten die Jahreszahl 1447 zu sehen, die auf das Jahr der Stiftung der Fenster durch Heinrich den Reichen verweist. Am äußeren Wolkenring befindet sich die Umschrift in gotischen Minuskeln: o parmherziger got erparm dich uber uns armen sunder und sunderin.
Die beiden anderen Fenster im Chorschluss verfügen ebenfalls über spätgotische Glasgemälde. Hier ist jeweils die ganze spitzbogige Fensteröffnung ausgefüllt. Diese Glasgemälde weisen eine deutliche stilistische Weiterentwicklung, insbesondere in Bezug auf die Darstellung der Dynamik in den figürlichen Szenen, auf. Bezüglich der Komposition der Motive und der Farbenpracht stehen sie den beiden Rundfenstern jedoch merklich nach. Diese Glasgemälde sind später als die beiden Rundfenster, wohl um 1460, entstanden. Die Anordnung der Gemälde entspricht wohl nicht der ursprünglichen Komposition; diese kann jedoch nicht einwandfrei rekonstruiert werden. Beide Fenster sind in vier Hauptfelder aufgeteilt.
Auf dem östlichen Fenster im Chorschluss sind die Heiligen Christophorus (oben links), Sigismund (oben rechts), Sebastian (unten links) und die Mutter Gottes mit Kind (unten rechts) dargestellt. Das südöstliche Fenster umfasst Darstellungen des heiligen Georg als Drachentöter (oben links), der Enthauptung der heiligen Katharina (oben rechts), des heiligen Christophorus (unten links) und des berittenen St. Georg (unten rechts). Auf fast alle Bildern befindet sich im Vordergrund das Wappen des jeweiligen adligen Stifters, darunter Angehörigen der Geschlechter Aham, Closen, Fraunhofen, Nothaft und Seyboldstorff. Der Hintergrund ist jeweils mit gotischer Baldachinarchitektur und dem weiß-blauen Damastgrund ausgefüllt. Die Dreipassornamente des Fenstermaßwerks sind mit je einem Engel in Halbfigur vor identischem Hintergrund verziert.
Ein weiteres kleines Glasgemälde, das ebenfalls aus dem 15. Jahrhundert datiert, ist in eines der südlichen Chorfenster eingelassen. Es stellt das herzoglich-bayerische Wappen dar.

### Wandgemälde
Von großem historischen Wert sind ferner die Wandgemälde im Chor und im Mittelschiff des Langhauses. Diese sind gemäß Datierung um 1600 entstanden und im Renaissancestil ausgeführt, weisen noch starke Anklänge an den gotischen Stil auf. Die dekorativen Fresken sind teilweise übermalt; die ursprüngliche Farbgebung ist unbekannt. Sie wurden erst in den Jahren 1903 bis 1905 wiederentdeckt und 1907/08 konserviert.
An der Nordwand des Chores, innerhalb der Schildbögen, sind die Verkündigung an Maria (links) und die Sieben Schmerzen Mariens (rechts) dargestellt. Unter dem erstgenannten Gemälde befindet sich eine nicht vollständig rekonstruierbare Inschrift mit der Jahreszahl 1599 und dem Wappen der Adelsfamilie Patzinger. Die Darstellung der Sieben Schmerzen ist von sieben Rundbildern umgeben, auf denen die Beschneidung Christi, die Flucht nach Ägypten, der zwölfjährige Jesus im Tempel, der Kreuztragung Christi, die Kreuzigung, die Beweinung und die Grablegung zu sehen sind. Die Leibung des Schildbogen und die Seiten der beiden Wandpfeiler, welche die Darstellung einrahmen, sind mit aufgemaltem Rankwerk verziert. An der Ostseite des Chores befindet sich eine Szene mit zwei Engeln, die Schweißtuch Christi tragen. Dieses Gemälde dürfte ebenso wie die Ornamentbemalung der Fensterleibungen im Chor gleichzeitig mit den beiden vorgenannten Bildern entstanden sein.
Bei den Fresken an den Hochwänden des Mittelschiffs handelt sich um zehn rechteckige Felder mit Passionsszenen, die von Ornamentrahmen im Stile der späten Renaissance umgeben sind. Auf der Nordseite sind (von West nach Ost) der Einzug in Jerusalem, das letzte Abendmahl, Christus am Ölberg, die Kreuztragung und der Kreuzestod Christi dargestellt. Auf der Südseite sind (von Ost nach West) die Kreuzabnahme, die Grablegung, die Auferstehung, die Himmelfahrt Christi und die Aussendung des Heiligen Geistes zu sehen. Neben mehreren Szenen sind betende Stifter und deren Wappen dargestellt. Einige der Bilder sind auf 1599 bzw. 1604 datiert. Innen über dem Südportal befindet sich eine weitere, wohl gleichzeitige Darstellung der Himmelfahrt Christi.
Außen über dem Südportal, nur durch eine Mauernische geschützt, befindet sich ein weiteres Fresko, das Anfang des 20. Jahrhunderts freigelegt wurde. Es zeigt die Heiligen Maria, Michael und Leonhard sowie mehrere Stifterfiguren. Darunter befindet sich die Inschrift MARIA VICTORIA. Das stark beschädigte Gemälde ist im Barockstil ausgeführt, dürfte also später als die Fresken im Innenraum entstanden sein. Ebenfalls nicht den Wandmalereien aus der Zeit um 1600 zuzuordnen ist die Darstellung des Jüngsten Gerichts, die westlich über dem Chorbogen zu finden ist. Sie stammt aus der zweiten Hälfte des 19. Jahrhunderts.

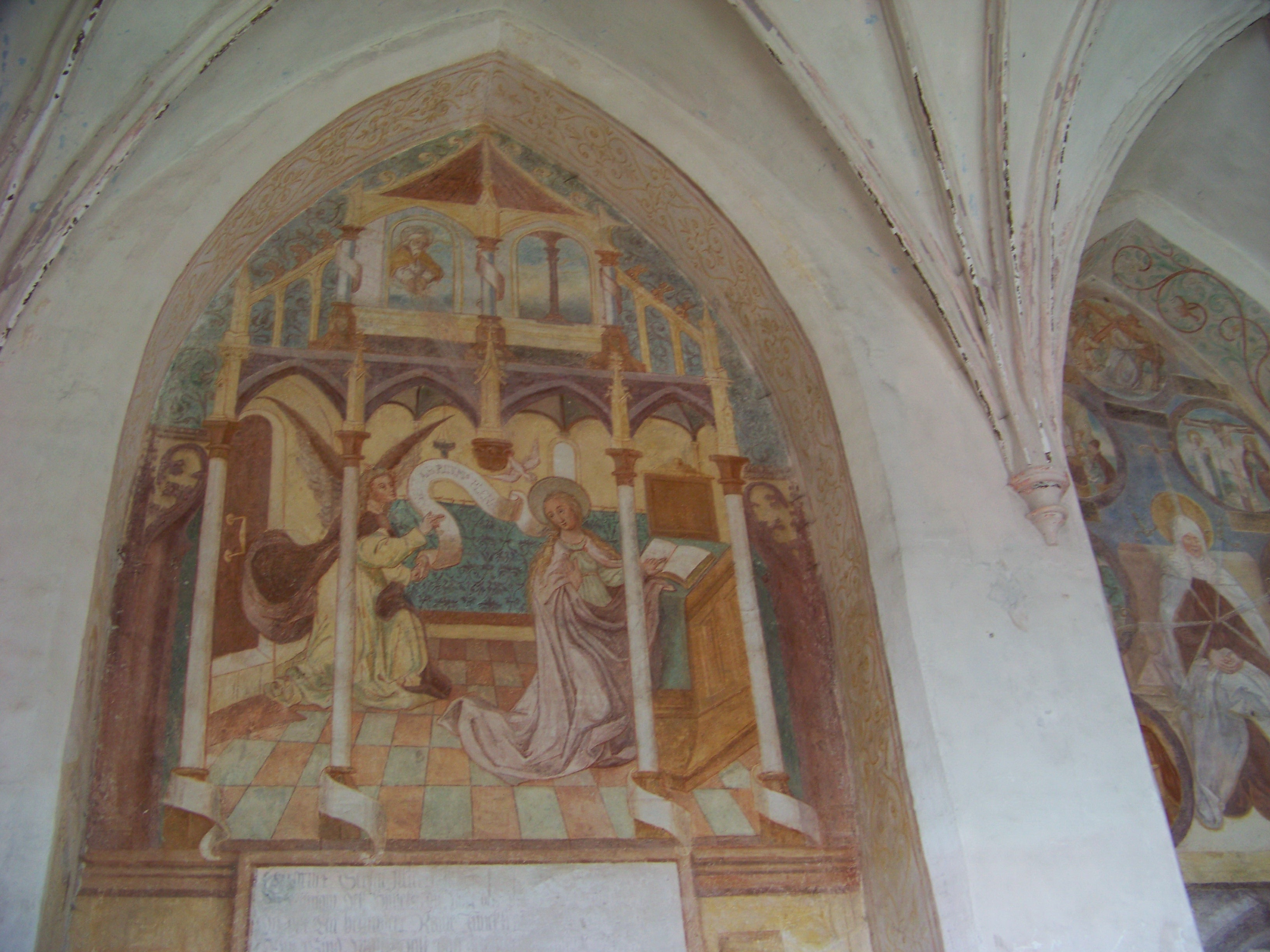
Fresko der Verkündigung des Herrn im Chorraum
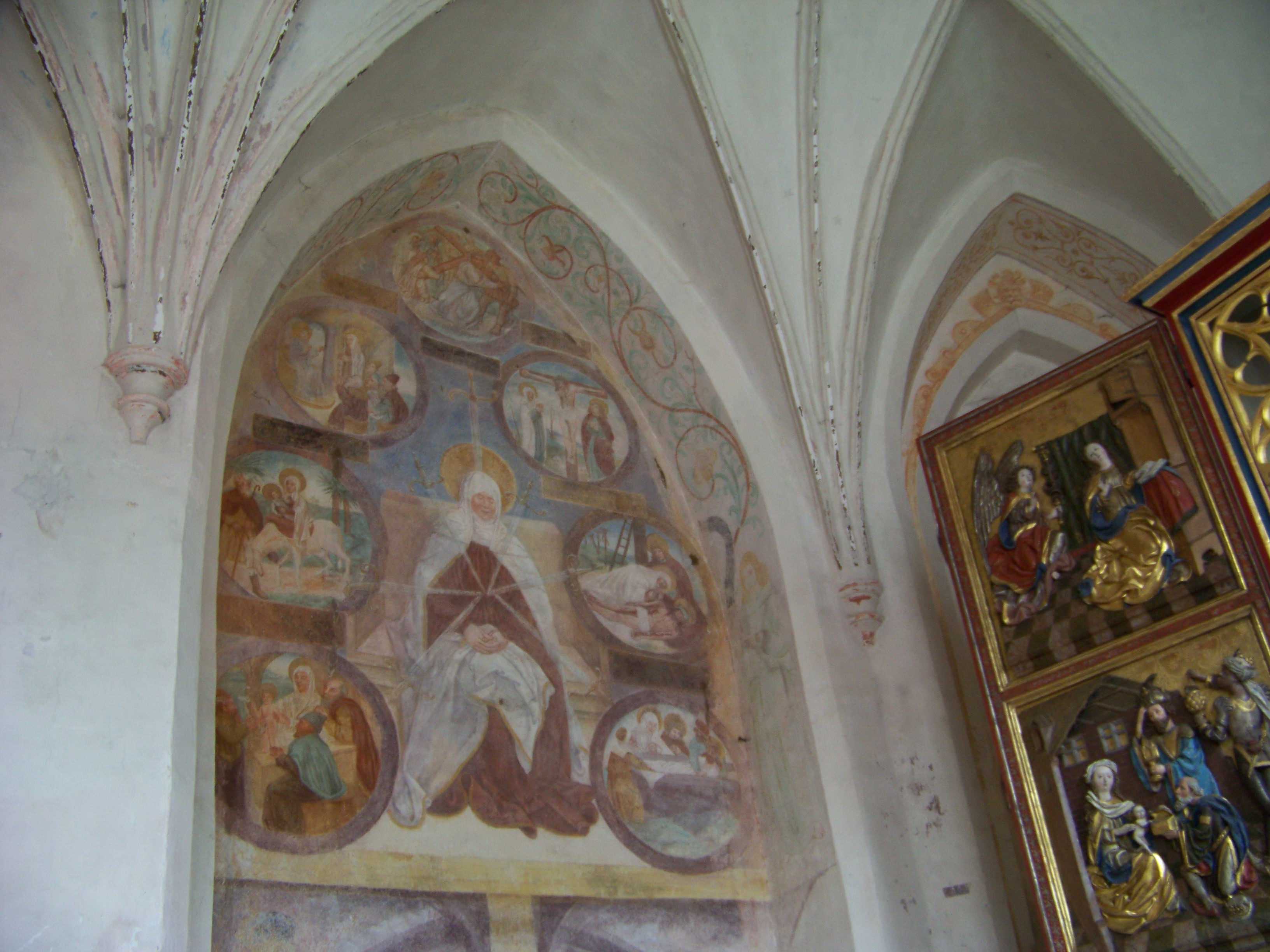
Fresko der Sieben Schmerzen Mariens im Chorraum
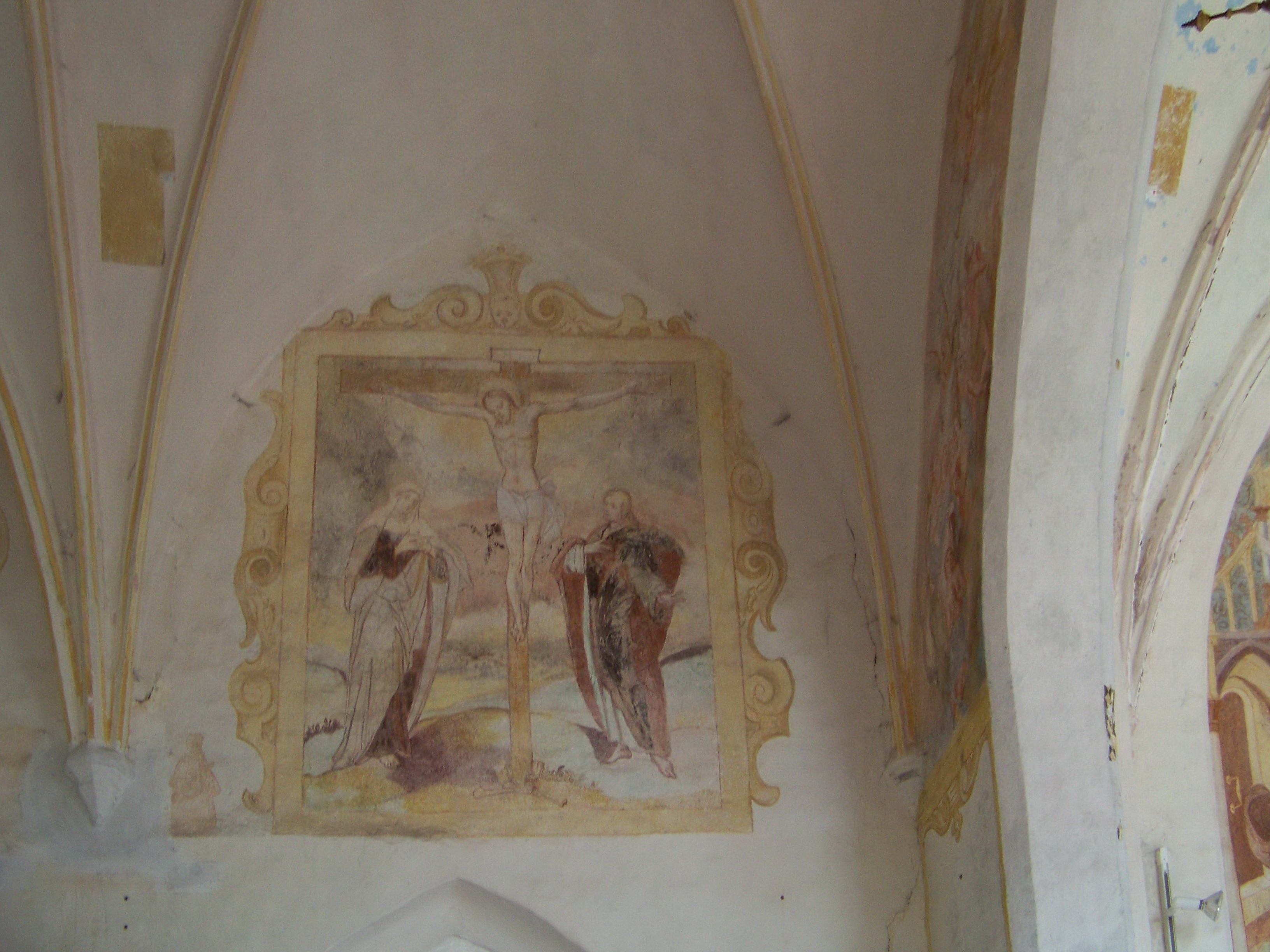
Fresko des Kreuzestodes Christi im Langhaus
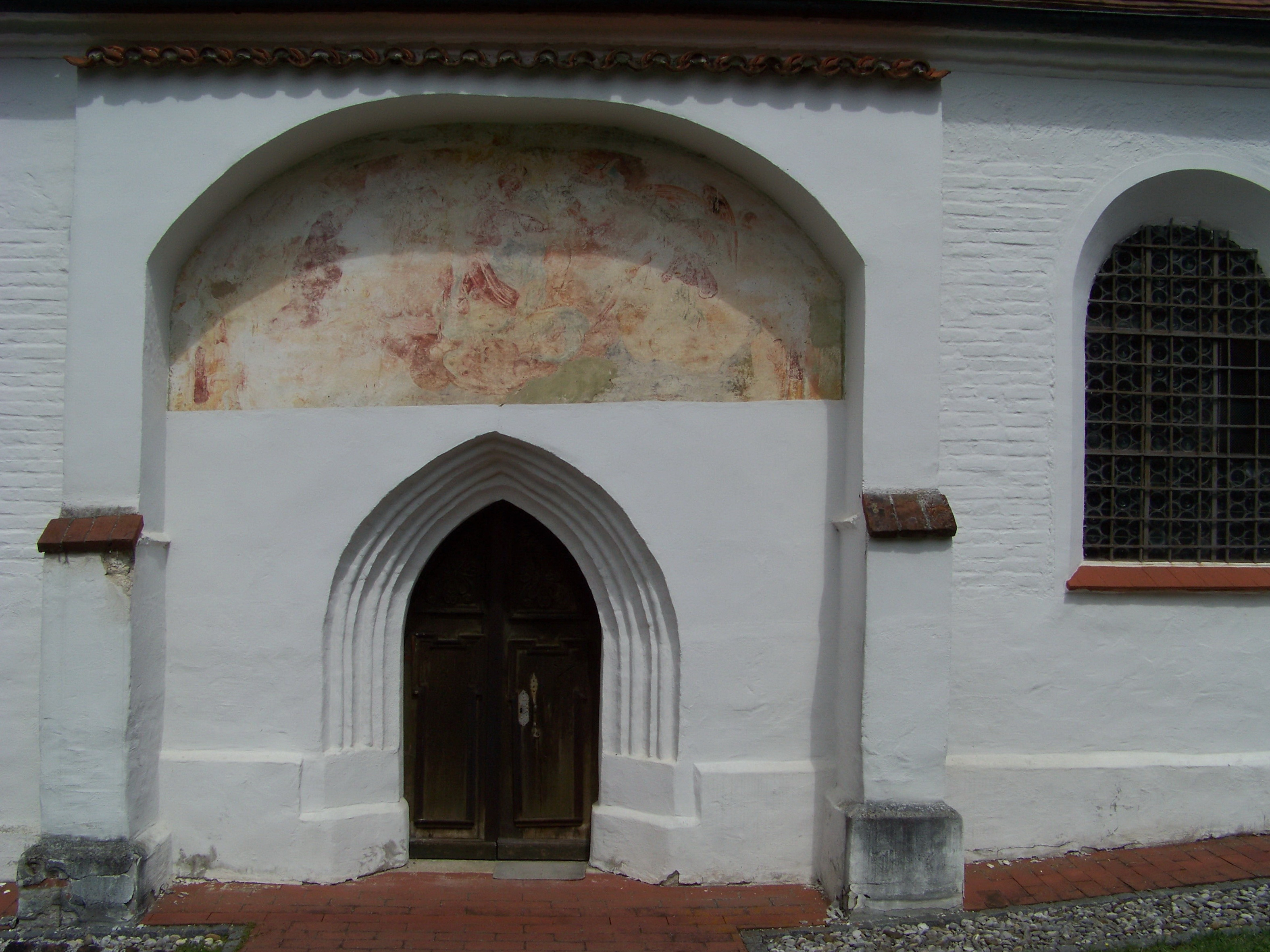
Südportal mit barockem Fresko
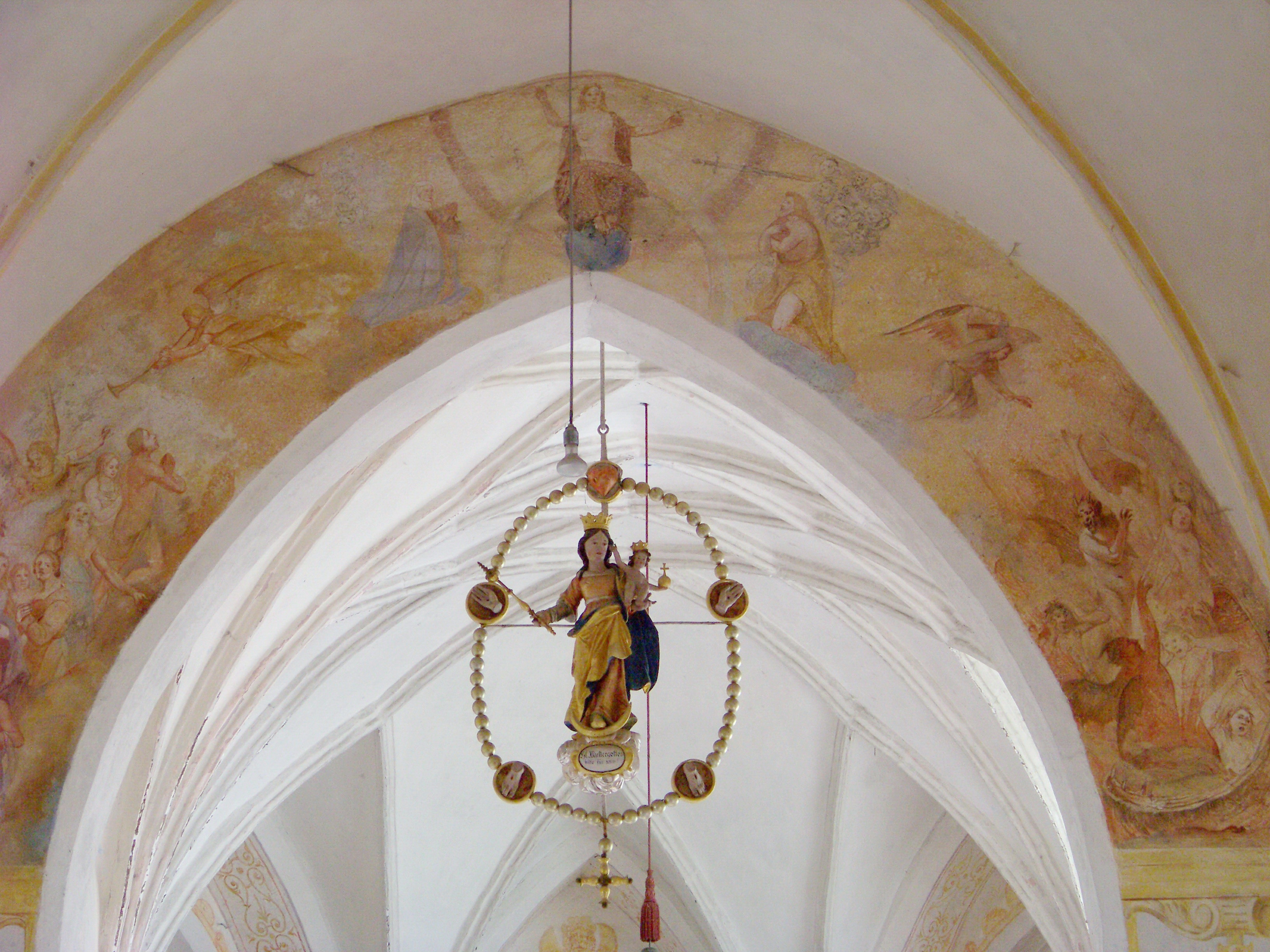
Fresken des Jüngsten Gerichts am Chorbogen

### Altäre
Der Hochaltar besitzt einen neugotischen Flügelaufbau. Er enthält wertvolle spätgotische Schnitzwerke und Tafelbilder aus der Zeit um 1480, die aufgrund der Ähnlichkeit zu den Bildwerken am Hochaltar der Filialkirche St. Georg in Gelbersdorf der Landshuter Schule zugeschrieben werden. In Bezug auf den Detailreichtum der Bildwerke sind die Darstellung in Jenkofen denen in Gelbersdorf leicht überlegen. Im Mittelschrein befindet sich auf einem kleinen Podest eine spätgotische, nahezu lebensgroße Mondsichelmadonna mit Kind. Die Mondsichel wird von zwei kleinen Engeln gehalten. Auf den Innenseiten der spätgotischen Altarflügel befinden sich gefasste Holzreliefs. Links sind die Verkündigung an Maria (oben) und die Anbetung der Heiligen Drei Könige (unten) dargestellt, rechts die Geburt Christi (oben) und der Tod Mariens (unten). Auf den Rahmen der Altarflügel ist die originale Ornamentfassung erhalten. Auf den Außenseiten der Flügel befinden sich Malereien: links die Heimsuchung Mariens (oben) und die Darstellung Jesu im Tempel (unten), rechts die Geburt Mariens (oben) und die Schutzmantelmadonna (unten). Unterhalb des Mittelschreins befindet sich ein gefasstes Holzrelief des letzten Abendmahls aus der Zeit um 1510/20. Dieses war früher am nördlichen Seitenaltar zu finden.
Die beiden als Pendants angelegten Seitenaltäre an den Stirnseiten der Seitenschiffe sind neugotisch und besitzen einen dekorativen Aufbau mit Fialen. Am nördlichen Seitenaltar sind in Nischen (von links nach rechts) Figuren der Heiligen Johannes Nepomuk, Leonhard und Florian zu sehen, am südlichen Seitenaltar (von links nach rechts) die Heiligen Barbara, Katharina und Scholastika. Die mittlere Figur ist dabei jeweils etwas größer als die beiden Seitenfiguren. Am nördlichen Seitenaltar findet sich ein kleiner Reliquienschrein, am südlichen Seitenaltar ein Tabernakel, an dessen Tür eine Herz-Jesu-Darstellung angebracht ist.

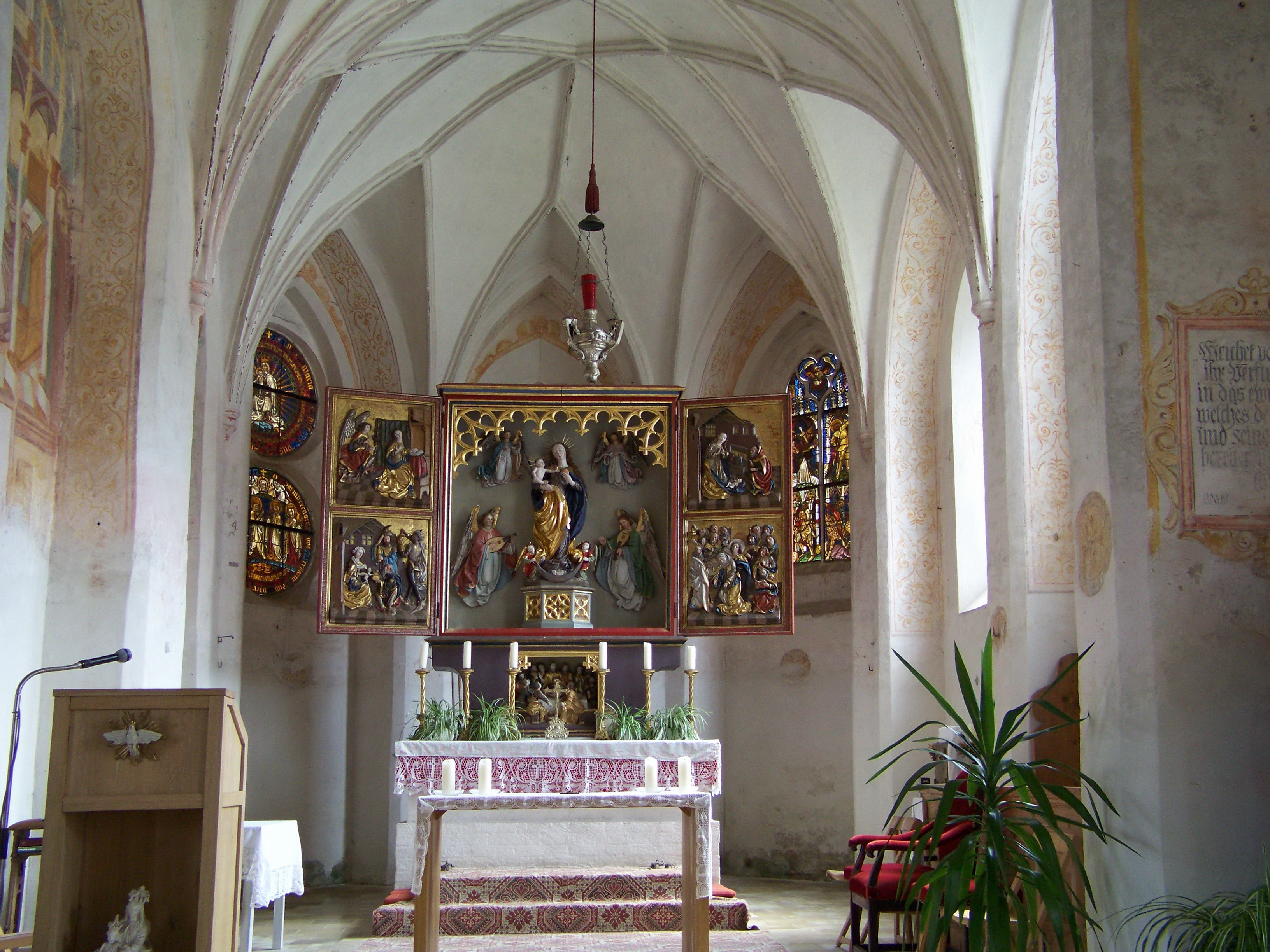
Hochaltar
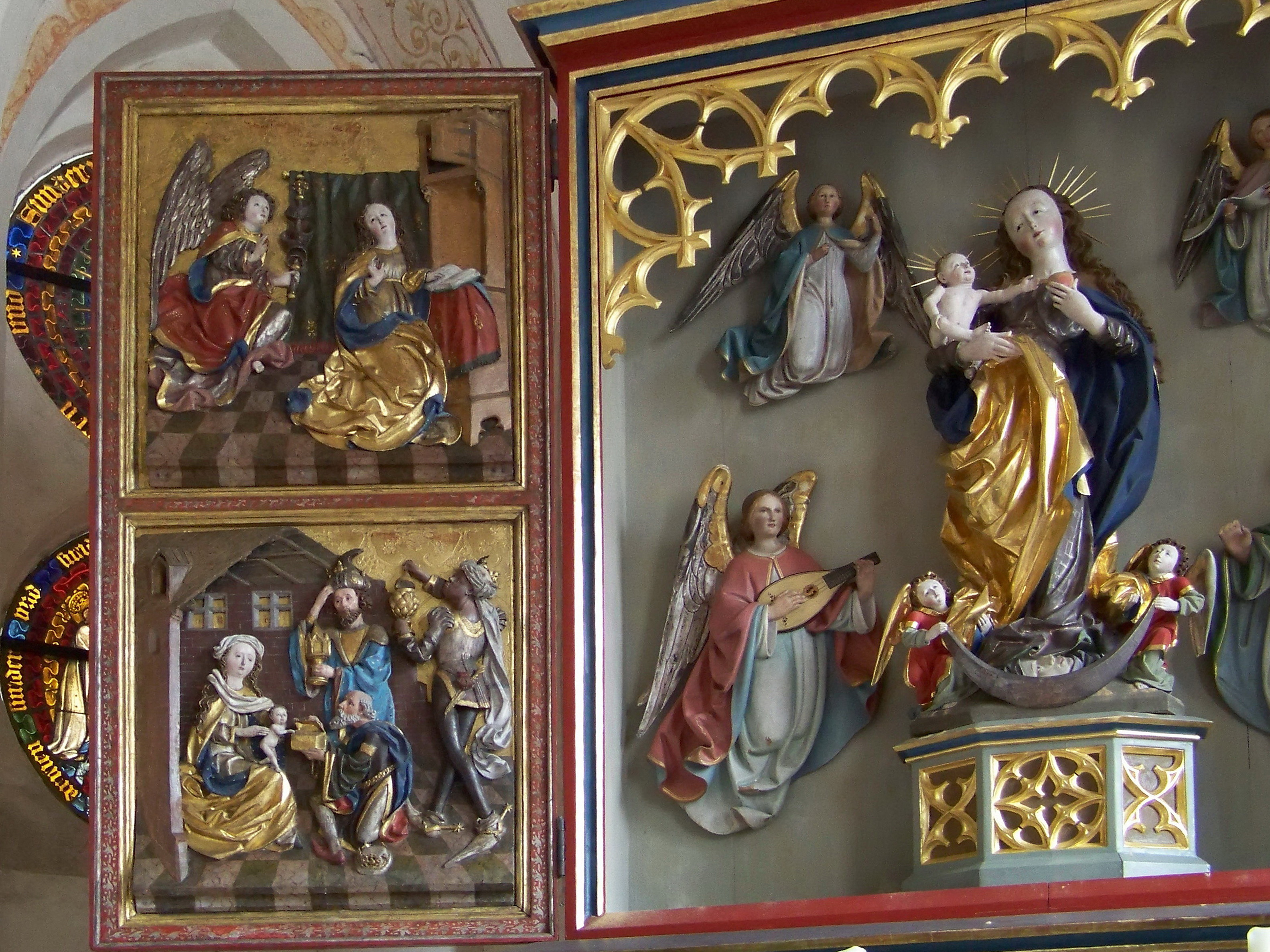
Linker Flügel des Hochaltares
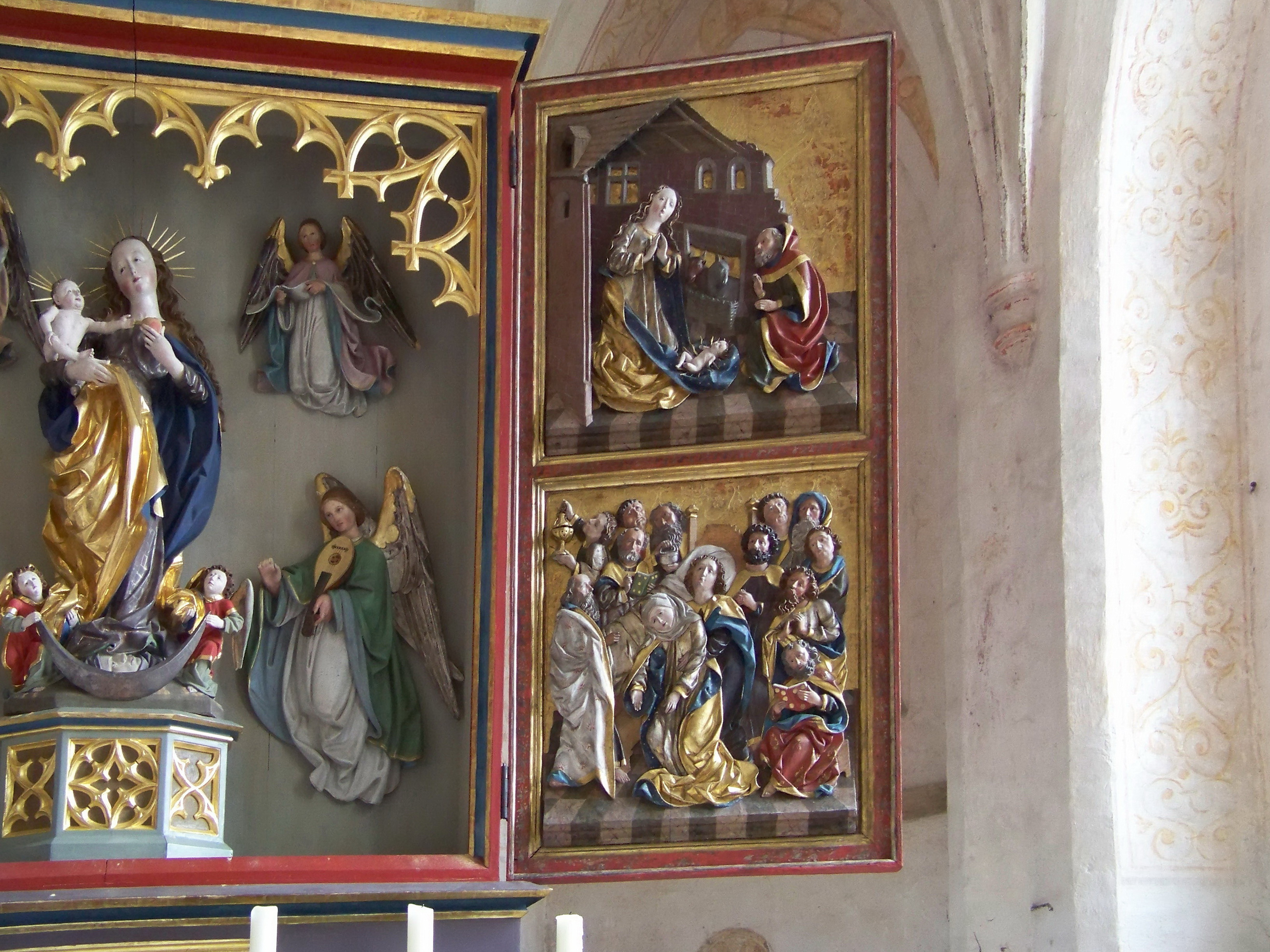
Rechter Flügel des Hochaltares
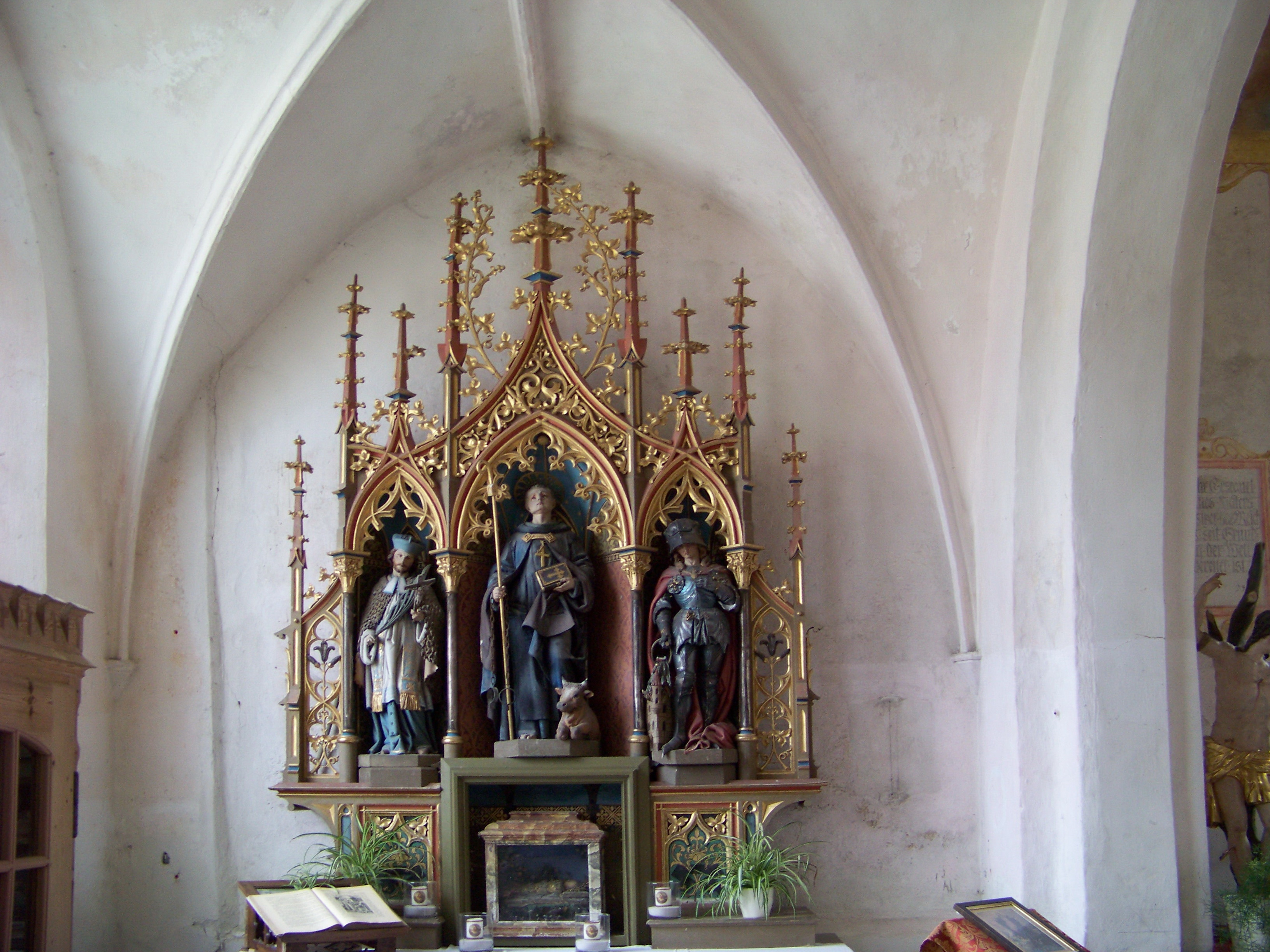
Nördlicher Seitenaltar
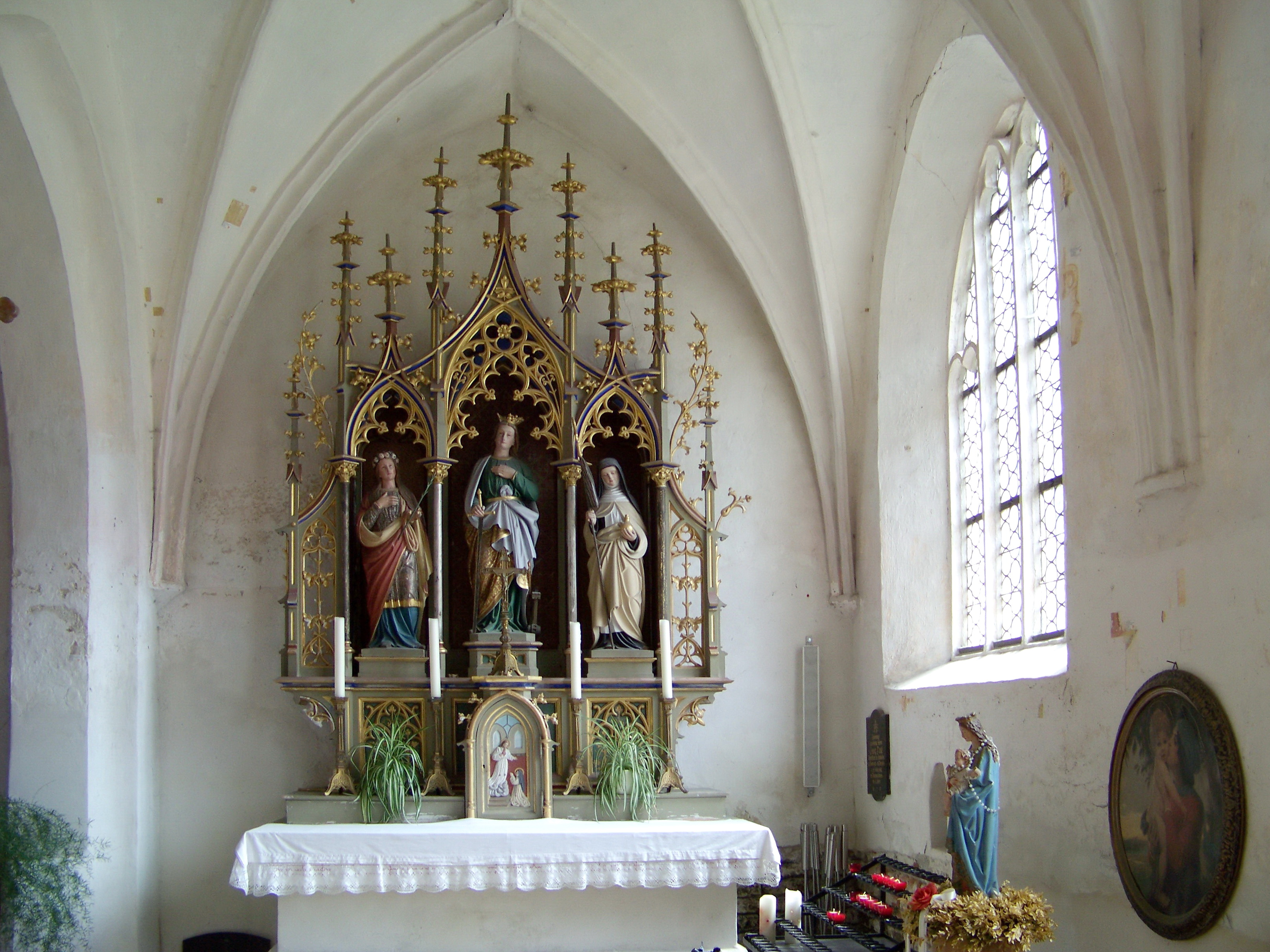
Südlicher Seitenaltar

### Übrige Ausstattung

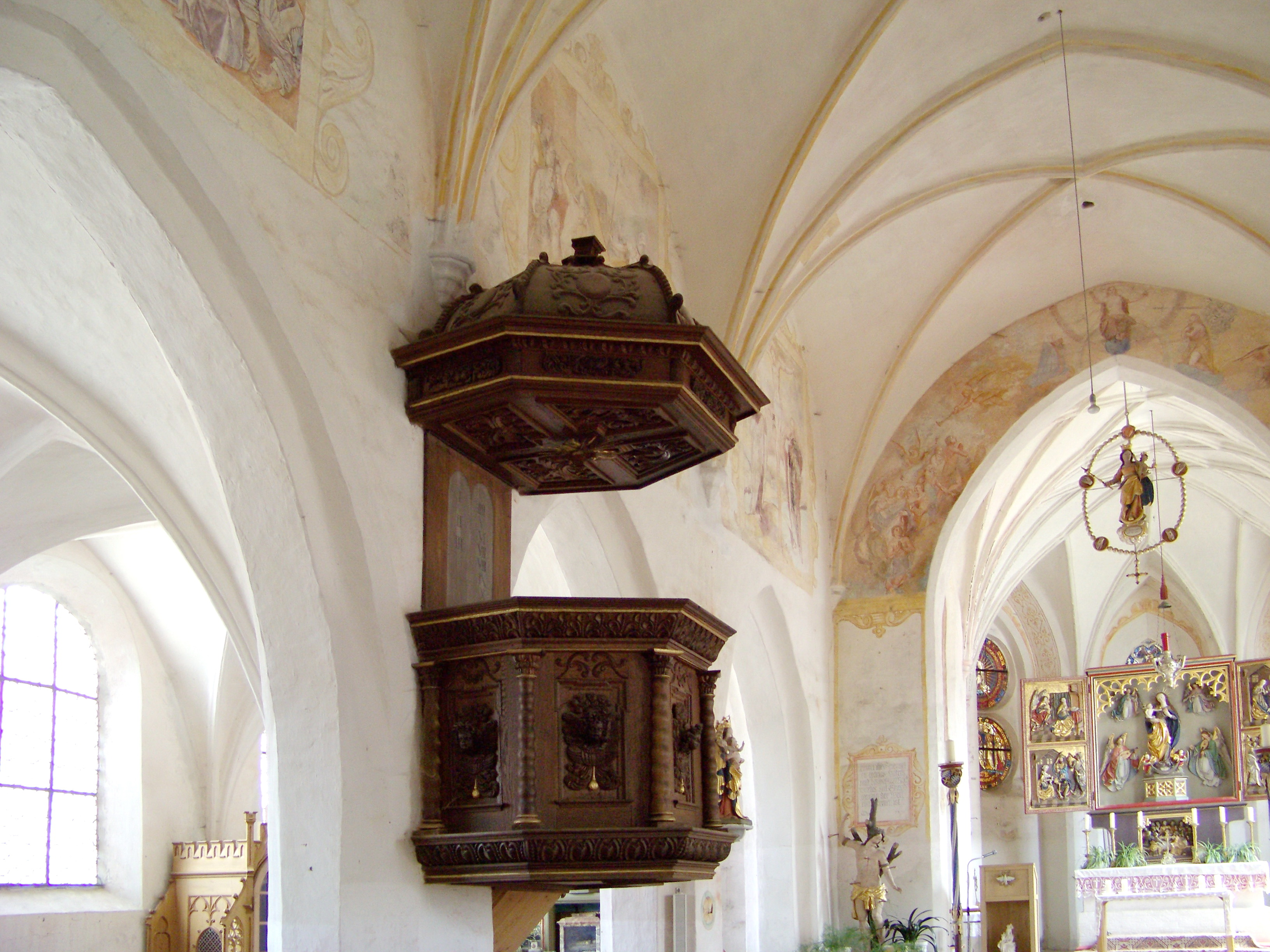
Barocke Kanzel

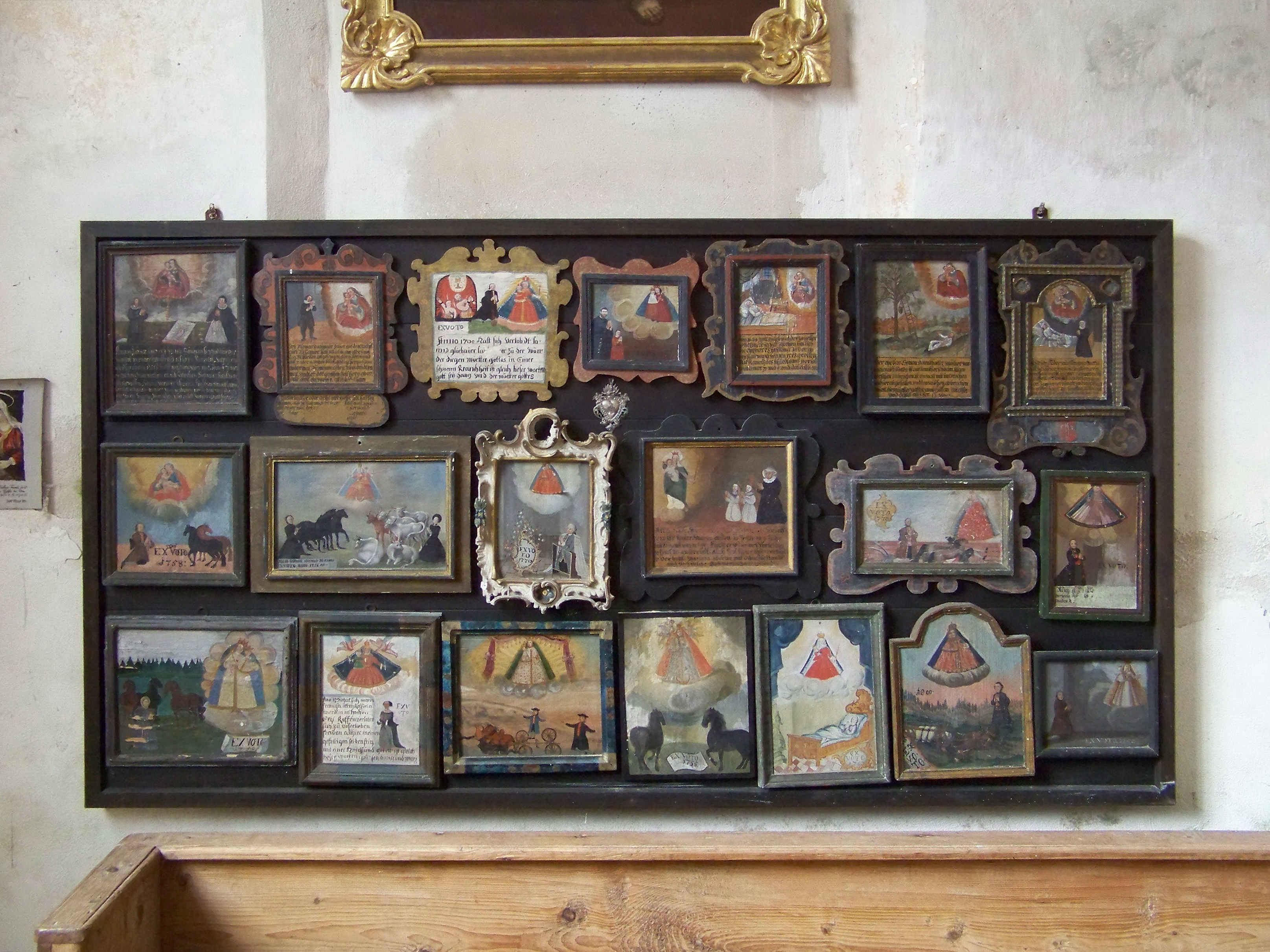
Votivtafeln

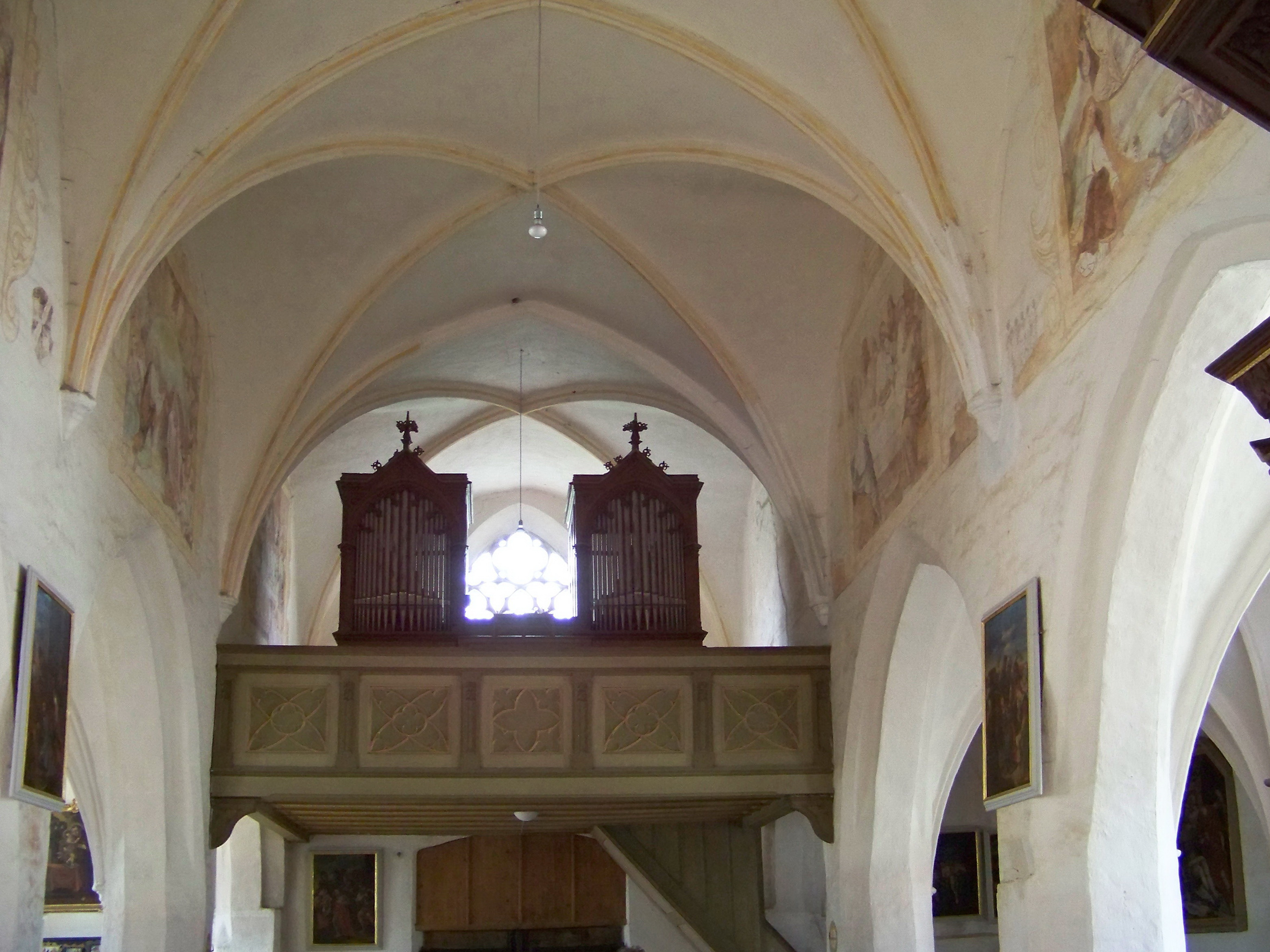
Blick zur Orgelempore

Die Kanzel ist eine bemerkenswerte barocke Arbeit aus der zweiten Hälfte des 17. Jahrhunderts. Der polygonale Kanzelkorb mit gewundenen Ecksäulchen ist mit barockem Knorpelwerk und Engelsköpfen verziert. Der hoch, beinahe in Form einer Kuppel, aufragende Schalldeckel zeigt an der Unterseite die Darstellung einer Heilig-Geist-Taube.
Im Mittelschiff befindet sich eine Figur der Mutter Gottes mit Kind aus der Zeit um 1420. Zu beiden Seiten des Chorbogens sind Barockfiguren der Heiligen Sebastian (links) und Rochus (rechts) aus der Zeit um 1700 aufgestellt. Im nördlichen Seitenschiff befindet sich ein barockes ehemaliges Altarblatt der Beweinung Christi. Der barocke Kreuzweg besteht aus vierzehn gerahmten Ölgemälden auf Leinwand. Bemerkenswert ist auch die Innenseite des Westportals, die mit barocken Schnitzereien aus der zweiten Hälfte des 17. Jahrhunderts verziert ist. Zahlreiche Votivtafeln erinnern an eine ehemals blühende Wallfahrt (von der Barockzeit bis ins 20. Jahrhundert) und zeugen von vielen wundersamen Gebetserhörungen.

### Orgel
Die Orgel wurde im Jahr 1885 von Franz Borgias Maerz aus München erbaut. Das mechanische Kegelladeninstrument umfasst sechs Register auf einem Manual und Pedal in folgender Disposition:
| I Manual C–f3 |            |    |
| 1.            | Principal  | 8′ |
| 2.            | Salicional | 8′ |
| 3.            | Gedackt    | 8′ |
| 4.            | Gemshorn   | 4′ |
| 5.            | Mixtur III | 2′ |

| Pedal C–d1 |        |     |
| 6.         | Subbaß | 16′ |

- Koppeln: I/P, Pedaloktavkoppel